# Palais des Cerretani
 (juin 2022).
Si vous disposez d'ouvrages ou d'articles de référence ou si vous connaissez des sites web de qualité traitant du thème abordé ici, merci de compléter l'article en donnant les références utiles à sa vérifiabilité et en les liant à la section « Notes et références ».
Le palazzo dei Cerretani (Palais des Cerretani) est situé à Florence sur la piazza dell'Unità Italiana, à l'angle de la piazza della Stazione.

## Histoire et description

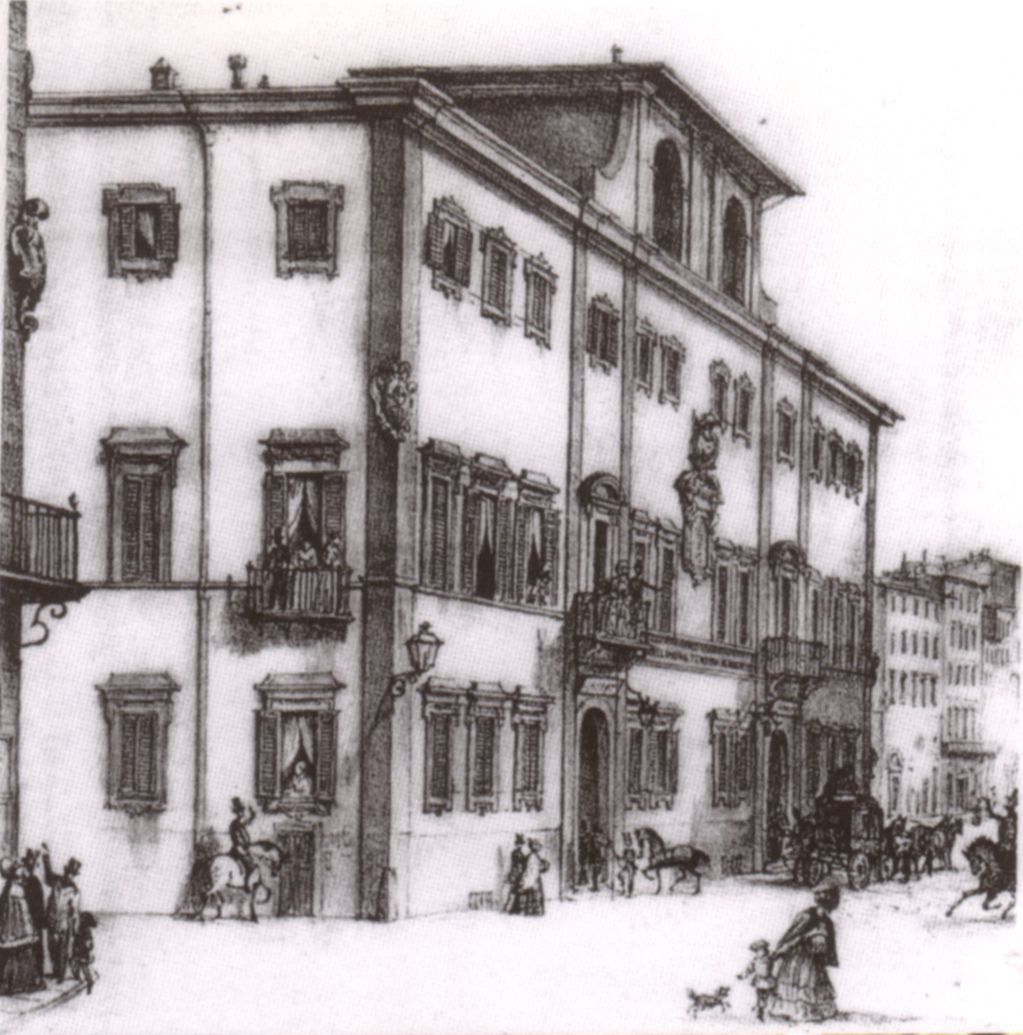
L'aspect du palais dans une gravure d'époque avant sa reconstruction

Le bâtiment appartenait à la famille Baglioni en 1555, puis il fut agrandi par les familles Lucalberti, Federighi et Della Scarpa.
Puis les Scarfì (ou Carfì), propriétaires de maisons du Popolo di San Pancrazio, se sont succédé et, en 1648, les Cerretani, qui l'ont fait agrandir pour qu'il soit encore lié à leur nom aujourd'hui.
Dans la grande salle du palais il y a quelques fresques : le plafond avec le Jugement de Paris et la scène de la galerie La conférence de Federico Barbarossa et du pape Alexandre III, à Venise, en 1178, œuvres de 1743 de Vincenzo Meucci.
En 1802, avec l'extinction de la famille Cerretani, le palais passa aux Gondi, qui le cédèrent ensuite au maire Ubaldino Peruzzi pour les Chemins de fer romains. Le bâtiment a été fortement restauré en 1937, lorsque toute la zone a été repensée pour créer la piazza della Stazione et la piazza dell'Unità Italiana.
Il appartient actuellement à la Région Toscane, à laquelle il a été vendu en 2005 et où, outre divers bureaux du Conseil et du Conseil exécutif, la Bibliothèque de la Giunta et celle de l'Identité toscane, qui composent la Bibliothèque Pietro Leopoldo, sont situés. Il accueille également des expositions photographiques et diverses initiatives.